# Sebastian Ofner
Sebastian Ofner (* 5. května 1996 Bruck an der Mur) je rakouský profesionální tenista. Ve své dosavadní kariéře na okruhu ATP Tour nevyhrál žádný turnaj. Na challengerech ATP a okruhu ITF získal devět titulů ve dvouhře a tři ve čtyřhře.
Na žebříčku ATP byl ve dvouhře nejvýše klasifikován v lednu 2024 na 37. místě a ve čtyřhře na 240. místě. Trénují ho Stefan Rettl s Wolfgangem Thiemem.
V rakouském daviscupovém týmu debutoval v roce 2018 moskevským druhým kolem 1. skupiny euroafrické zóny proti Rusku, v němž prohrál s Daniilem Medveděvem. Rakušané přesto zvítězili 3:1 na zápasy. Do února 2024 v soutěži nastoupil ke třem mezistátním utkáním s bilancí 0–3 ve dvouhře a 0–0 ve čtyřhře.

## Tenisová kariéra
Na okruhu ATP Tour i grandslamu debutoval v mužském singlu Wimbledonu 2017 po zvládnuté tříkolové kvalifikaci, v jejímž závěru přehrál Brita Jaye Clarka, přestože už prohrával 0–2 na sety. Ve wimbledonské dvouhře pak jako 217. hráč žebříčku zdolal Brazilce Thomaze Bellucciho ze šesté desítky a v pětisetové bitvě světovou osmnáctku Johna Isnera, čímž premiérově porazil člena z elitní dvacítky. Ve třetím kole však nenašel recept na dvanáctého muže klasifikace Alexandra Zvereva. Do čtvrtfinále a semifinále se poprvé probojoval na antukovém Generali Open Kitzbühel 2017, kde vyřadil Gruzínce Nikoloze Basilašviliho, světovou sedmadvacítku Pabla Cuevase a Argentince Renza Oliva. Do zápasu o titul jej nepustil Portugalec João Sousa, s nímž nezvládl obě zkrácené hry.
Po Wimbledonu 2017 neuspěl v patnácti grandslamových kvalifikacích než postoupil do hlavní soutěže French Open 2022 díky kvalifikační výhře nad Italem Alessandrem Giannessim. I na druhém kariérním majoru jej vyřadila světová trojka Alexander Zverev, tentokrát již v úvodním kole. Na French Open 2023 přijel v pozici 118. muže klasifikace. V předchozí části sezóny ATP Tour odehrál jediný zápas, když v úvodu Estoril Open nestačil na krajana Dominica Thiema. V pařížské dvouhře postoupil do osmifinále přes světovou čtyřiačtyřicítku Maxima Cressyho, šestadvacátého Sebastiana Kordu a v pětisetové bitvě Itala Fabia Fogniniho. Tím si zajistil premiérový posun do elitní světové stovky žebříčku. Třemi výhrami vyrovnal celkový počet svých vítězných zápasů na túře ATP v sezónách 2021 a 2022 z Newportu, Los Cabos a Kitzbühelu. V osmifinále však podlehl světové pětce Stefanosi Tsitsipasovi a nestal se tak prvním kvalifikantem v pařížském čtvrtfinále od Marcela Filippiniho v roce 1999.

## Finále na okruhu ATP Tour
| Legenda                   |
| ------------------------- |
| D – dvouhra; Č – čtyřhra  |
| Grand Slam (0)            |
| Turnaj mistrů (0)         |
| ATP Tour Masters 1000 (0) |
| ATP Tour 500 (0)          |
| ATP Tour 250 (0–1 D)      |

### Dvouhra: 1 (0–1)
| Stav      | č. | datum       | turnaj              | povrch | soupeř ve finále | výsledek |
| --------- | -- | ----------- | ------------------- | ------ | ---------------- | -------- |
| Finalista | 1. | červen 2024 | Mallorca, Španělsko | tráva  | Alejandro Tabilo | 3–6, 4–6 |

## Tituly na challengerech ATP a okruhu ITF
| Legenda                |
| ---------------------- |
| Challengery (4 D; 1 Č) |
| ITF (5 D; 2 Č)         |

### Dvouhra (9 titulů)
| Č. | datum         | turnaj                    | povrch | poražený finalista | výsledek            |
| -- | ------------- | ------------------------- | ------ | ------------------ | ------------------- |
| 1. | červenec 2016 | Bad Waltersdorf, Rakousko | antuka | Corentin Denolly   | 6–4, 4–6, 6–3       |
| 2. | srpen 2016    | Innsbruck, Rakousko       | antuka | Gonçalo Oliveira   | 6–2, 6–3            |
| 3. | září 2016     | St. Pölten, Rakousko      | antuka | Riccardo Bellotti  | 7–5, 6–4            |
| 4. | listopad 2016 | Heráklion, Řecko          | tvrdý  | Dominik Kellovský  | 7–6(8–6), 6–4       |
| 5. | únor 2017     | Antalya, Turecko          | tvrdý  | Michal Konečný     | 3–6, 6–1, 6–2       |
| 6. | červenec 2018 | Astana, Kazachstán        | tvrdý  | Daniel Brands      | 7–6(7–5), 6–3       |
| 7. | květen 2019   | Puerto Vallarta, Mexiko   | tvrdý  | John-Patrick Smith | 7–6(10–8), 3–6, 6–3 |
| 8. | duben 2022    | Praha, Česko              | antuka | Dalibor Svrčina    | 6–0, 6–4            |
| 9. | červenec 2023 | Salcburk, Rakousko        | antuka | Lukas Neumayer     | 6–3, 6–2            |

### Čtyřhra (3 tituly)
| Č. | datum         | turnaj           | povrch | spoluhráč       | poražení finalisté                | výsledek         |
| -- | ------------- | ---------------- | ------ | --------------- | --------------------------------- | ---------------- |
| 1. | listopad 2016 | Heráklion, Řecko | tvrdý  | Lenny Hampel    | Domagoj Bilješko Antun Vidak      | 7–5, 6–2         |
| 2. | únor 2017     | Antalya, Turecko | tvrdý  | Alexander Erler | Volodymyr Užylovskyj Anton Zajcev | 6–2, 3–6, [10–7] |
| 3. | duben 2019    | León, Mexiko     | tvrdý  | Lucas Miedler   | Matt Reid John-Patrick Smith      | 4–6, 6–4, [10–6] |